# Serejohyale ramalhoi
Serejohyale ramalhoi is een vlokreeftensoort uit de familie van de Hyalidae. De wetenschappelijke naam van de soort is voor het eerst geldig gepubliceerd in 1939 door Reid.